# Saint-Laurent-de-Veyrès
Saint-Laurent-de-Veyrès is een gemeente in het Franse departement Lozère (regio Occitanie) en telt 43 inwoners (2009). De plaats maakt deel uit van het arrondissement Mende.

## Geografie
De oppervlakte van Saint-Laurent-de-Veyrès bedraagt 8,5 km², de bevolkingsdichtheid is dus 5,1 inwoners per km².
De onderstaande kaart toont de ligging van Saint-Laurent-de-Veyrès met de belangrijkste infrastructuur en aangrenzende gemeenten.

## Demografie
Onderstaande figuur toont het verloop van het inwonertal (bron: INSEE-tellingen).